# Alexandra Hjortswang
Karin Alexandra Maria Hjortswang, född 15 november 1984 i Kirsebergs församling, Malmö, är en svensk musiker och organisationsledare, främst inom det unga civilsamhället. Sedan 2021 är Alexandra Hjortswang generalsekreterare för Ung Media Sverige samt ledamot i styrelsen för Ax - kulturorganisationer i samverkan.
Alexandra Hjortswang är en erfaren årsmötesordförande som framförallt stöttade flera organisationer i omställningen till digitala möten under pandemin.
2018-2020 var Alexandra Hjortswang förbundssekreterare och sedermera förbundsordförande i Sverok - Spelkulturförbundet, som är ett av Sveriges största ungdomsförbund. Hon efterträddes av Max Horttanainen.
Alexandra Hjortswang har tidigare varit ordförande i Refugees Welcome to Malmö och Sverok Skåne samt vice ordförande i Spelens hus. För arbetet i Refugees Welcome to Malmö mottog föreningen Dagens opinions pris Årets Gräsrot  samt blev Årets förening 2017 i Malmö.
Alexandra Hjortswang är utbildad violinist vid Musikhögskolan i Malmö och Royal Academy of Music. Innan 2018 frilansade hon under många år som violinist i bland annat Helsingborgs Symfoniorkester, Malmö Symfoniorkester och Sjællands Symfoniorkester.